# NGC 5077
NGC 5077 (другие обозначения — MCG −2-34-27, UGCA 347, PGC 46456) — эллиптическая галактика (E3) в созвездии Дева.
Галактика NGC 5077 имеет диск ионизированного газа вдоль малой оси. Моделируя наблюдаемые кривые скорости вращения газа в диске вокруг центра галактики можно объяснить кинематику газа если предположить наличие черной дыры массой около 7×108 M⊙.
Как минимум дважды происходила аккреция, источниками газа для которой могли служить галактики Holm 514D и NGC 5079.
Этот объект входит в число перечисленных в оригинальной редакции «Нового общего каталога».